# Anurognathus
Anurognathus (z řeckého αν = bez, ουρα = ocas a γναθος = čelist) byl rod malého pterosaura žijícího zhruba před 150 miliony let na území současného Německa, poblíž města Eichstätt. Mezi jeho vývojové příbuzné patřil rod Batrachognathus nebo Vesperopterylus.

## Vzhled
Anurognathus měl krátkou, ale mohutnou hlavu s kolíkovitými zuby pro lov hmyzu. Jeho ocas byl krátký, zřejmě pro větší manévrovatelnost při letu. Rozpětí křídel u něj dosahovalo pouze 50 cm a tělo bylo dlouhé kolem 10 cm. Vážil zhruba 40 gramů.
Podle nových výzkumů byli tito specializovaní pterosauři patrně vývojem přizpůsobení k lovu hmyzu a jiných bezobratlých za horších světelných podmínek (při soumraku a v noci).

## V populární kultuře
Anurognathus byl zobrazen v dokumentu Putování s dinosaury, kde měl symbiotický vztah se sauropodem rodu Diplodocus, kde kůži dinosaura zbavoval parazitů. Dále vystupoval v páté epizodě seriálu Pravěk útočí, kde se choval jako vnější parazit.

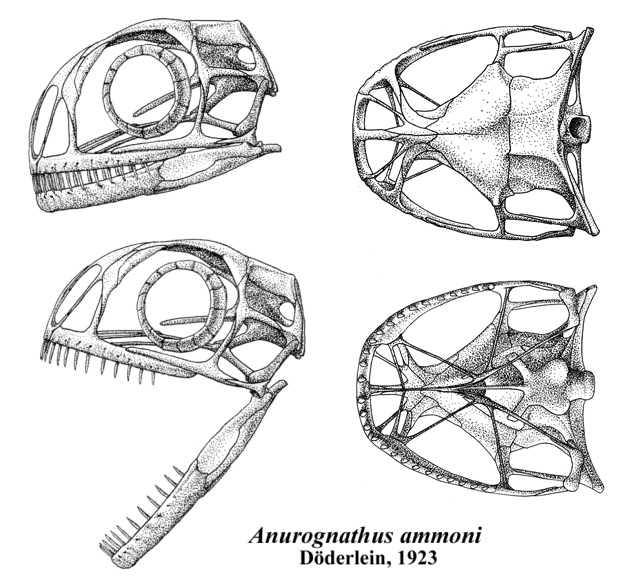
Anurognathus - lebka
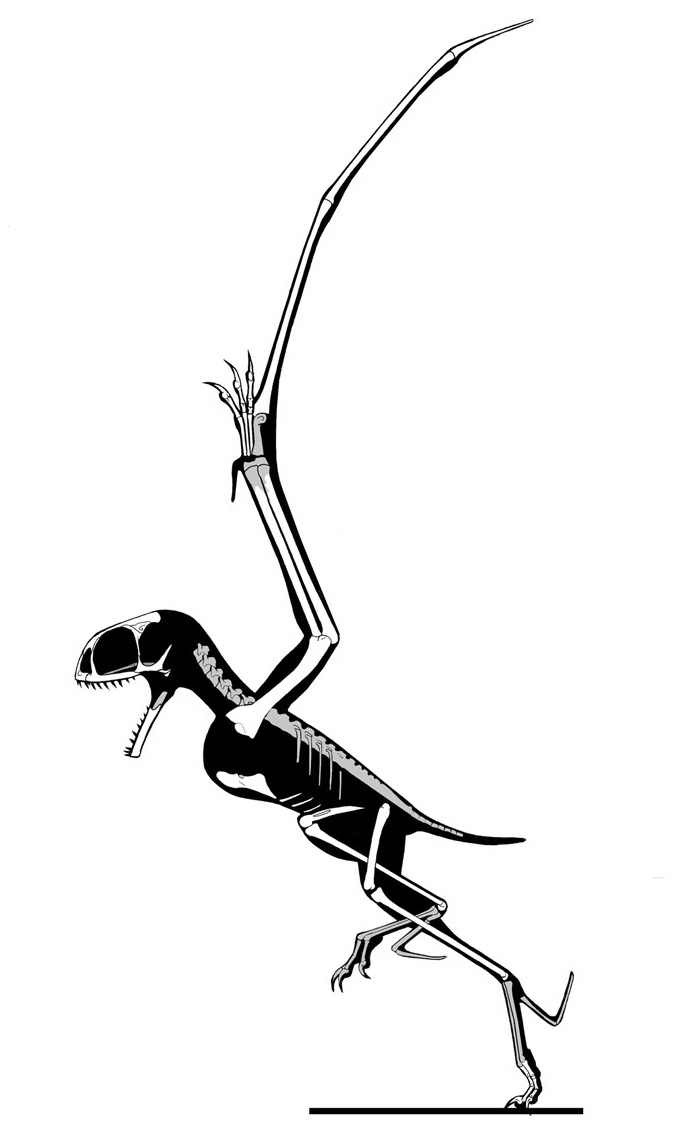
Anurognathus - kostra